# Funkytown
«Funkytown» — песня, записанная американской группой Lipps Inc. в 1979 году для их дебютного студийного альбома Mouth to Mouth. Автором и продюсером стал Стивен Гринберг. Песня является главным хитом группы, она возглавила международные хит-парады и продалась тиражом более восьми миллионов копий.
Лирика, исполняемая Синтией Джонсон, показывает воображаемый город под названием Фанкитаун, где она хотела бы побывать, который придаёт ей энергию для постоянного движения и танца.
Эта песня считается образчиком классической диско-музыки. Она перепевалась множество раз (так, например, в исполнении группы Pseudo Echo она также стала хитом), используется в качестве саундтрека в фильмах, видеоиграх или рекламных роликах.
В 2009 году телеканал VH1 поставил Lipps Inc. с этой песней на 36 позицию списка «100 величайших исполнителей одного хита из 1980-х» . В 2018 году издание Time Out поместило песню на 44 место в списке «100 самых лучших песен для вечеринок», а ThoughtCo — на 7 место в списке «25 лучших танцевальных поп-песен всех времён».

## Чарты

### Еженедельные чарты
| Чарт (1980)                           | Пиковая позиция |
| ------------------------------------- | --------------- |
| Австралия (Kent Music Report)         | 1               |
| Австрия (Ö3 Austria Top 40)           | 1               |
| Бельгия/Фландрия (Ultratop 50)        | 1               |
| Канада (RPM Top Singles)              | 1               |
| Европейский союз (Eurochart Hot 100)  | 1               |
| Франция (IFOP)                        | 1               |
| Германия (GfK)                        | 1               |
| Ирландия (IRMA)                       | 3               |
| Израиль (IBA)                         | 1               |
| Италия (FIMI)                         | 5               |
| Нидерланды (Single Top 100)           | 1               |
| Нидерланды (Dutch Top 40)             | 1               |
| Новая Зеландия (Recorded Music NZ)    | 1               |
| Норвегия (VG-lista)                   | 1               |
| ЮАР (Springbok Radio)                 | 5               |
| Испания (AFYVE)                       | 1               |
| Швеция (Sverigetopplistan)            | 2               |
| Швейцария (Schweizer Hitparade)       | 1               |
| Великобритания (OCC UK Singles)       | 2               |
| США (Billboard Hot 100)               | 1               |
| США (Billboard Dance Club Songs)      | 1               |
| США (Billboard Hot R&B/Hip-Hop Songs) | 2               |
| США (Cash Box Top 100)                | 1               |
| США (Record World)                    | 1               |

### Годовые чарты
| Чарт (1980)                        | Позиция |
| ---------------------------------- | ------- |
| Австралия (Kent Music Report)      | 9       |
| Австрия (Ö3 Austria Top 40)        | 4       |
| Бельгия/Фландрия (Ultratop 50)     | 3       |
| Канада (RPM Top Singles)           | 14      |
| Франция (IFOP)                     | 16      |
| Италия (FIMI)                      | 30      |
| Нидерланды (Single Top 100)        | 10      |
| Нидерланды (Dutch Top 40)          | 5       |
| Новая Зеландия (Recorded Music NZ) | 7       |
| Швейцария (Schweizer Hitparade)    | 2       |
| США (Billboard Top Pop Singles)    | 8       |
| США (Billboard Top Soul Singles)   | 15      |
| США (Cash Box Top 100)             | 10      |

### Чарты за всё время
| Чарт (1958-2018)        | Позиция |
| ----------------------- | ------- |
| США (Billboard Hot 100) | 375     |

## Сертификации и продажи
| Регион | Сертификация  | Продажи   |
| --- | ------------- | --------- |
| Австралия (ARIA) | Платиновый    | 100 000^  |
| Канада (Music Canada) | 2× Платиновый | 300,000   |
| Франция (SNEP) | Золотой       | 500 000*  |
| Германия (BVMI) | Золотой       | 500 000^  |
| Мексика | —             | 1,000,000 |
| Великобритания (BPI) | Серебряный    | 250 000^  |
| США (RIAA) | Платиновый    | 3,000,000 |
| Итого |               |           |
| Мир | —             | 8,000,000 |
| * Данные о продажах приведены только на основе сертификации. ^ Данные о тиражах приведены только на основе сертификации. |               |           |

## Кавер-версии
- В 1980 году испанская группа Parchís исполнила песню на испанском языке (сохранив название «Funkytown»).
- В 1986 году австралийская группа Pseudo Echo сделала реприз в рок-стиле, с гитарным соло. Версия оказалась успешной, возглавляв австралийский чарт на семь недель и став главным успехом группы.
- В 2007 году песня была перепета Элвином и бурундуками в одноимённом фильме. Эта версия стала популярной и была повторно использована Ubisoft в игре Rayman Raving Rabbids 2.
- В 2007 году французская певица Лори использовала инструментальную часть «Funkytown» и лирику песни «Je vais vite» для создания своей песни под названием «Je vais funky».
- В 2009 году шведская группа Alcazar также сделала кавер-версию песни для альбома Disco Defenders.
- В 2022 году американская певица St. Vincent записала кавер на песню специально для саундтрека мультфильма «Миньоны: Грювитация»[51].

## Использование в медиа
Песня звучит в следующих фильмах, сериалах и играх:
- 1981 — «Всемирная история, часть первая» (для изображения Древнего Рима).
- 1981 — «Fantasy» (как тема одного из уровней игры).
- 2000 — «Малкольм в центре внимания» (звучит в 13 эпизоде 1 сезона).
- 2004 — «Шрек 2» (звучит в сцене прибытия героев в Тридесятое королевство).
- 2008 — «Нереальный блокбастер».
- 2008 — «Молокососы» (звучит в 9 эпизоде 2 сезона).

Отсылки:
- В мультсериале «Южный парк» (5 сезон, 8 серия) при входе на военную базу Полотенчик пытается вспомнить код доступа, но, пыхнув, вместо него наигрывает на кодовом замке мелодию «Funkytown», и ребятам приходится перелезать через ограду.
- В мультсериале «Футурама» в эпизоде «Amazon Women in the Mood» (3 сезон, 1 серия) в летающем ресторане Морбо поёт «Funkytown» на сцене. Он очень любит эту песню.
- В мультсериале «Симпсоны» (25 сезон, 3 серия) в самом начале на заставке есть упоминания на карте FunkyTown.